# Tachpompilus analis
Tachpompilus analis är en stekelart som först beskrevs av Fabricius.  Tachpompilus analis ingår i släktet Tachpompilus och familjen vägsteklar. Inga underarter finns listade i Catalogue of Life.